# 2008 no futebol
Lista com os campeões de futebol dos principais campeonatos do mundo em 2008:

## América do Sul

### Nacionais
| País      | Campeão                    |
| --------- | -------------------------- |
| Argentina | A - Lanús                  |
| Argentina | C - River Plate            |
| Bolívia   | A - Universitario de Sucre |
| Bolívia   | C - Aurora                 |
| Brasil    | São Paulo                  |
| Chile     | A - Everton                |
| Chile     | C - Colo-Colo              |
| Colombia  | A - Boyacá Chicó           |
| Colombia  | C - América de Cali        |
| Equador   | Deportivo Quito            |
| Paraguai  | Libertad                   |
| Peru      | Universidad San Martin     |
| Uruguai   | Defensor                   |
| Venezuela | Deportivo Táchira          |

1-Os campeonatos: Equatoriano, Paraguaio, Peruano, Uruguaio e Venezuelano possuem o torneio apertura/clausura valendo apenas como um turno do campeonato, ocorrendo a final do campeonato entre o vencedor do clausura com o vencedor do apertura. O vencedor da final é declarado o único campeão nacional.

2-Os campeonatos: Argentino, Bolíviano, Colômbiano e Chileno possuem o torneio apertura/clausura, considerando os dois vencedoras como campeões nacionais.
3-O campeonato Brasileiro é disputado em turno e returno, sendo declarado o campeão aquele que somar o maior número de pontos.

### Continentais
| Campeonato                   | Campeão       |
| ---------------------------- | ------------- |
| Copa Libertadores da América | LDU Quito     |
| Copa Sul-Americana           | Internacional |
| Recopa Sul-Americana         | Boca Juniors  |

4-A Recopa Sul-Americana é referente aos campeões da Copa Libertadores, e Copa Sul-Americana do ano anterior.

## Europa

### Nacionais
| País                               | Campeão                                         |
| ---------------------------------- | ----------------------------------------------- |
| Albânia                            | Dinamo de Tirana                                |
| Alemanha                           | Bayern de Munique                               |
| Andorra                            | Don Pernil Santa Coloma                         |
| Armênia                            | Ararat Erevan                                   |
| Áustria                            | Rapid Viena                                     |
| Azerbaijão                         | Inter de Baku                                   |
| Bélgica                            | Standard de Liège                               |
| Bielorrússia                       | BATE Borisov                                    |
| Bósnia e Herzegovina               | Modrica Maxima                                  |
| Bulgária                           | CSKA Sofia                                      |
| Cazaquistão                        | FC Aktobe                                       |
| Chipre                             | Anorthosis Famagusta                            |
| Croácia                            | Dinamo Zagreb                                   |
| Dinamarca                          | Aalborg                                         |
| Escócia                            | Celtic                                          |
| Eslováquia                         | Artmedia Bratislava                             |
| Eslovênia                          | Domzale                                         |
| Espanha                            | Real Madrid                                     |
| Estônia                            | Levadia Tallinn                                 |
| Finlândia                          | Inter Turku                                     |
| França                             | Lyon                                            |
| Geórgia                            | Dinamo de Tbilisi                               |
| Gibraltar                          | Lincoln                                         |
| Gozo                               | Nadur Youngsters                                |
| Grécia                             | Olympiakos                                      |
| Holanda                            | PSV Eindhoven                                   |
| Hungria                            | Magyar Testgyakorlók Köre Budapest Futball Club |
| Ilha de Man                        | Saint Georges                                   |
| Ilha de Wight                      | West Wight                                      |
| Ilha Guernsey                      | Belgrave Wanderers                              |
| Ilha Jersey                        | Saint Paul's                                    |
| Ilhas Faroe                        | EB/Streymur                                     |
| Ilhas Orkney                       | Orkney Rovers                                   |
| Ilhas Scilly                       | Garrison Gunners                                |
| Ilhas Shetland                     | Delting                                         |
| Inglaterra                         | Manchester United                               |
| Irlanda                            | Bohemian                                        |
| Irlanda do Norte                   | Linfield                                        |
| Islândia                           | FH Hafnarfjarðar                                |
| Israel                             | Beitar Jerusalem                                |
| Itália                             | Internazionale de Milão                         |
| Kosovo                             | Pristina                                        |
| Letônia                            | FK Ventspils                                    |
| Liechtenstein                      | Vaduz                                           |
| Lituânia                           | Ekranas                                         |
| Luxemburgo                         | F91 Dudelange                                   |
| Macedônia                          | Rabotnicki Kometal                              |
| Malta                              | Valletta                                        |
| Modávia                            | Sheriff Tiraspol                                |
| Montenegro                         | Budućnost Podgorica                             |
| Noruega                            | Stabæk Fotball                                  |
| País de Gales                      | Llanelli                                        |
| Polônia                            | Wisla Cracóvia                                  |
| Portugal                           | Porto                                           |
| República Tcheca                   | Sparta Praga                                    |
| República Turca do Chipre do Norte | Gönyeli SK                                      |
| Romênia                            | CFR Cluj                                        |
| Rússia                             | Rubin Kazan                                     |
| San Marino                         | Murata                                          |
| Sérvia                             | Partizan Belgrado                               |
| Suécia                             | Kalmar FF                                       |
| Suíça                              | Basel                                           |
| Turquia                            | Galatasaray                                     |
| Ucrânia                            | Shakhtar Donetsk                                |

### Continentais
| Campeonato                | Campeão               |
| ------------------------- | --------------------- |
| Liga dos Campeões da UEFA | Manchester United     |
| Copa da UEFA              | Zenit São Petersburgo |
| Supercopa Europeia        | Zenit São Petersburgo |

## América do Norte

### Nacionais
| País                     | Campeão                        |
| ------------------------ | ------------------------------ |
| Anguilha                 | Sunset Attackers               |
| Antígua e Barbuda        | Bassa                          |
| Antílhas Holandesas      | C & D Barber                   |
| Aruba                    | SV Racing Club Aruba           |
| Bahamas                  | Bears                          |
| Barbados                 | Notre Dame                     |
| Belize                   | Hankook Verdes United          |
| Bermudas                 | PHC Zebras                     |
| Canadá                   | Montreal Impact                |
| Costa Rica               | Deportivo Saprissa             |
| Cuba                     | Cienfuegos                     |
| Dominica                 | Bafond Point United            |
| El Salvador              | A - Luis Ángel Firpo           |
| El Salvador              | C - Luis Ángel Firpo           |
| Estados Unidos           | Columbus Crew                  |
| Granada                  | ASOMS Paradise                 |
| Groelândia               | B-67 Nuuk                      |
| Guadalupe                | Evolucas Lamentin              |
| Guatemala                | A - Deportivo Jalapa           |
| Guatemala                | C - Municipal                  |
| Guiana Francesa          | ASC Le Geldar                  |
| Haiti                    | Tempête                        |
| Honduras                 | A - Marathón                   |
| Honduras                 | C - Olímpia                    |
| Ilhas Cayman             | Scholars International         |
| Ilhas Virgens            | Positive Vibes                 |
| Ilhas Virgens Britânicas | Hairoun Stars                  |
| Jamaica                  | Portmore United                |
| Martinica                | Racing Club                    |
| México                   | A - Atlante                    |
| México                   | C - Santos Laguna              |
| Nicarágua                | Real Estelí                    |
| Panamá                   | A - San Francisco              |
| Panamá                   | C - Deportivo Árabe Unido      |
| Porto Rico               | Sevilla Bayamón                |
| Santa Lúcia              | Northern United                |
| São Cristóvão e Nevis    | São Cristóvão - Newston United |
| São Cristóvão e Nevis    | Nevis - SL Horsford Highlights |
| São Martín               | ASPSB                          |
| São Vicente e Granadinas | Hope International             |
| Suriname                 | Inter Moengotapoe              |
| Trinidad e Tobago        | San Juan Jabloteh              |

1-As equipes do Canadá e dos E.U.A disputam a MLS

### Continentais
| Campeonato                    | Campeão                |
| ----------------------------- | ---------------------- |
| Liga dos Campeões da CONCACAF | Pachuca                |
| Superliga Norte-Americana     | New England Revolution |

## África

### Nacionais
| País                           | Campeão                         |
| ------------------------------ | ------------------------------- |
| África do Sul                  | SuperSport United               |
| Angola                         | Petro Atlético                  |
| Argélia                        | JS Kabyle                       |
| Botsuana                       | Centre Chiefs                   |
| Burkina Fasso                  | Etoile Filante                  |
| Burundi                        | Inter Star                      |
| Cabo Verde                     | Sporting da Praia               |
| Camarões                       | Cotonsport Garoua               |
| Chade                          | ELECT Sport                     |
| Comores                        | Etoile d'Or                     |
| Congo                          | CARA Brazzaville                |
| Costa do Marfim                | Africa Sports                   |
| Djibouti                       | Société Immobilière de Djibouti |
| Egíto                          | Al-Ahly                         |
| Eritréa                        | Asmara Berra                    |
| Etiópia                        | Saint-George SA                 |
| Gabão                          | Mangasport                      |
| Gâmbia                         | Wallidan Banjul                 |
| Gana                           | Asante Kotoko                   |
| Guiné                          | Fello Star                      |
| Guiné-Bissau                   | Sporting de Bafatá              |
| Guiné Equatorial               |                                 |
| Ilha de Santa Helena           | Raiders                         |
| Ilhas Maurício                 | Curepipe Starlight              |
| Lesoto                         | Lesotho Correctional Services   |
| Líbia                          | Al-Ittihad Tripoli              |
| Libéria                        | Monrovia Black Star             |
| Madagascar                     | Académie Ny Antsika             |
| Malauí                         | Silver Strikers                 |
| Mali                           | Djoliba Athletic                |
| Marrocos                       | FAR Rabat                       |
| Mauritânia                     | ASAC Concorde                   |
| Mayotte                        | M'tsapéré                       |
| Moçambique                     | Ferroviário de Maputo           |
| Namíbia                        | Orlando Pirates Windhoek        |
| Niger                          | Kano Pillars                    |
| Nigéria                        | Kano Pillars                    |
| Quênia                         | Mathare United                  |
| República Democrática do Congo | Motema Pemba                    |
| Reunião                        | JS Saint-Pierroise              |
| Ruanda                         | ATRACO FC                       |
| Senegal                        | Douanes                         |
| Serra Leoa                     | Freetown Ports Authority        |
| Seychelles                     | Saint Michel United             |
| Suazilândia                    | Royal Leopards                  |
| Sudão                          | Al-Merreikh                     |
| Tanzânia                       | Young Africans                  |
| Togo                           |                                 |
| Tunísia                        | Club Africain                   |
| Uganda                         | Kampala City Council            |
| Zâmbia                         | ZESCO United                    |
| Zanzibar                       | Miembeni                        |
| Zimbabuê                       | Monomotapa United               |

### Continentais
| Campeonato                    | Campeão  |
| ----------------------------- | -------- |
| Liga dos Campeões da CAF      | Al-Ahly  |
| Copa das Confederações da CAF | Sfaxien  |
| Supercopa Africana            |          |
| Copa Interclubes da CECAFA    | Tusker   |
| Liga dos Campeões Árabes      | ES Sétif |

## Ásia

### Nacionais
| País            | Campeão                         |
| --------------- | ------------------------------- |
| Arábia Saudita  | Al-Hilal                        |
| Austrália       | Newcastle United Jets           |
| Bahrain         | Muharraq                        |
| Birmânia        | Finance and Revenue Yangon      |
| Brunei          | QAF FC                          |
| Butão           | Yeedzin                         |
| Camboja         | Phnom Penh Empire               |
| Cingapura       | SAF FC                          |
| China           | Shandong Luneng Taishan         |
| Coreia do Sul   | Suwon Samsung Bluewings         |
| Emirados Árabes | Al-Shabab Dubai                 |
| Filipínas       |                                 |
| Guam            | Quality Distributors            |
| Hong Kong       | South China BHK                 |
| Iémen           | Al-Hilal Hudayda                |
| Índia           | Dempo Sports Club               |
| Irã             | Persépolis                      |
| Iraque          | Arbil                           |
| Japão           | Kashima Antlers                 |
| Jordânia        | Al-Wahdat                       |
| Kuwait          | Al-Kuwait SC                    |
| Laos            |                                 |
| Líbano          | Al-Ahed                         |
| Macau           | Monte Carlo                     |
| Malásia         | Kedah                           |
| Maldivas        | Valencia                        |
| Mongólia        | Erchim Ulaanbaatar              |
| Omã             | Al-Oruba                        |
| Paquistão       | WAPDA Lahore                    |
| Qatar           | Al-Gharafa                      |
| Quirguistão     | Dordoy-Dinamo Naryn             |
| Síria           | Al-Karamah                      |
| Sri Lanka       | ASC                             |
| Tailândia       | Provincial Electrical Authority |
| Taiwan          | Taiwan Power Company            |
| Tajiquistão     | Regar-Tad AZ Tursun-Zade        |
| Turcomenistão   | FK Ashgabat                     |
| Uzbequistão     | Bunyodkor                       |
| Vietnã          | Becamex Binh Duong              |

### Continentais
| Campeonato                  | Campeão                  |
| --------------------------- | ------------------------ |
| Liga dos Campeões da AFC    | Gamba Osaka              |
| Copa da AFC                 | Muharraq                 |
| Copa dos Presidentes da AFC | Regar-Tad AZ Tursun-Zade |
| Liga dos Campeões Árabes    | ES Sétif                 |
| Copa do Golfo               | Al-Ahli                  |

## Oceania

### Nacionais
| País                    | Campeão              |
| ----------------------- | -------------------- |
| Fiji                    | Ba                   |
| Havaí                   | HSC Bulls            |
| Ilhas Cook              | Tupapa               |
| Ilhas Marianas do Norte | Arirang              |
| Ilhas Salomão           | Koloale              |
| Nova Caledônia          | AS Magenta           |
| Nova Zelândia           | Waitakere United     |
| Papua Nova Guiné        | Hekari Souths United |
| Samoa                   | Sinamoga Warriors    |
| Samoa Americana         | Pago Youth           |
| Taiti                   | AS Manu Ura          |
| Tonga                   | Tongans              |
| Tuvalu                  | Nafui                |
| Vanuatu                 | Tafea                |
| Wallis e Futuna         |                      |

### Continentais
| Campeonato               | Campeão          |
| ------------------------ | ---------------- |
| Liga dos Campeões da OFC | Waitakere United |

## Outros
| Campeonato              | Campeão            |
| ----------------------- | ------------------ |
| Campeonato Pan-Pacífico | Gamba Osaka        |
| Copa Suruga Bank        | Arsenal de Sarandí |

## Mundial Interclubes
| Campeão Mundial de Clubes de 2008 |
| --------------------------------- |
| Manchester United 1° Título       |